# گنریخ فدوسوف
گنریخ فدوسوف (روسی: Генрих Александрович Федосов؛ ۶ دسامبر ۱۹۳۲ – ۲۰ دسامبر ۲۰۰۵) بازیکن فوتبال اهل اتحاد جماهیر شوروی سوسیالیستی بود.
از باشگاه‌هایی که در آن بازی کرده‌است می‌توان به باشگاه فوتبال شینیک یاروسلاول و باشگاه فوتبال دینامو مسکو اشاره کرد.
وی همچنین در تیم ملی فوتبال شوروی بازی کرده‌است.